# Уве Блаб
Уве Константин Блаб (нім. Uwe Konstantin Blab, нар. 26 березня 1962, Мюнхен, Німеччина) — німецький професіональний баскетболіст, що грав на позиції центрового за низку команд НБА. Гравець національної збірної Німеччини, у складі якої був учасником Олімпійських ігор.

## Ігрова кар'єра
На університетському рівні грав за команду Індіана (1981–1985). 1984 року допоміг команді дійти до чвертьфіналу NCAA.
1985 року був обраний у першому раунді драфту НБА під загальним 17-м номером командою «Даллас Маверікс». Захищав кольори команди з Далласа протягом наступних 4 сезонів.
З 1989 по 1990 рік грав у складі «Голден-Стейт Ворріорс».
Частину 1990 року виступав у складі «Сан-Антоніо Сперс».
Наступною командою в кар'єрі гравця була «Баскет Наполі» з Італії, за яку він відіграв лише частину сезону 1990 року.
Останньою ж командою в кар'єрі гравця стала «Альба» з Німеччини, до складу якої він приєднався 1991 року і за яку відіграв 2 сезони.